# Sam Burgess
Pour les articles homonymes, voir Burgess.

a Compétitions nationales et continentales officielles uniquement.

b Matchs officiels uniquement.
Samuel Burgess dit Sam Burgess, né le 14 décembre 1988 à Leeds, Yorkshire de l'Ouest, Angleterre est un joueur de rugby à XIII anglais évoluant au poste de pilier, de deuxième ligne ou troisième ligne. Il est considéré comme l'un des meilleurs joueurs de rugby à XIII des années 2000 et 2010. Sélectionné en sélection d'Angleterre et sélection de Grande-Bretagne, il dispute avec la première à la Coupe du monde 2013 avec une demi-finale à la clé. En club, il a commencé sa carrière en Super League aux Bradford Bulls avant de signer pour les South Sydney Rabbitohs en 2010 où il y remporte la National Rugby League en 2014.
Fin 2014, il change de code pour rejoindre Bath en rugby à XV dans l'optique de disputer la Coupe du monde 2015 avec l'Angleterre. Cette expérience s'avère décevante : il dispute cinq tests avec la sélection anglaise, dont trois lors de la coupe du monde, compétition dont l'Angleterre est éliminée au premier tour.
Il retourne alors en Australie au sein de son club de South Sydney.

## Biographie

### Enfance
Né d'une fratrie de treiziste, son père, Mark Burgess, décédé d'une maladie de neurone moteur, a évolué sous les couleurs de Nottingham City, Rochdale Hornets, Dewsbury et Hunslet. Sa mère est enseignante. Son frère ainé, Luke, est joueur de rugby à XIII professionnel tout comme ses deux frères cadets Tom et George. Il passe son enfance dans le Yorkshire de l'Ouest et très vite s'essaie au rugby à XIII à Dewsbury et à Liversedge.

### 2006: Débuts de carrière aux Bulls de Bradford

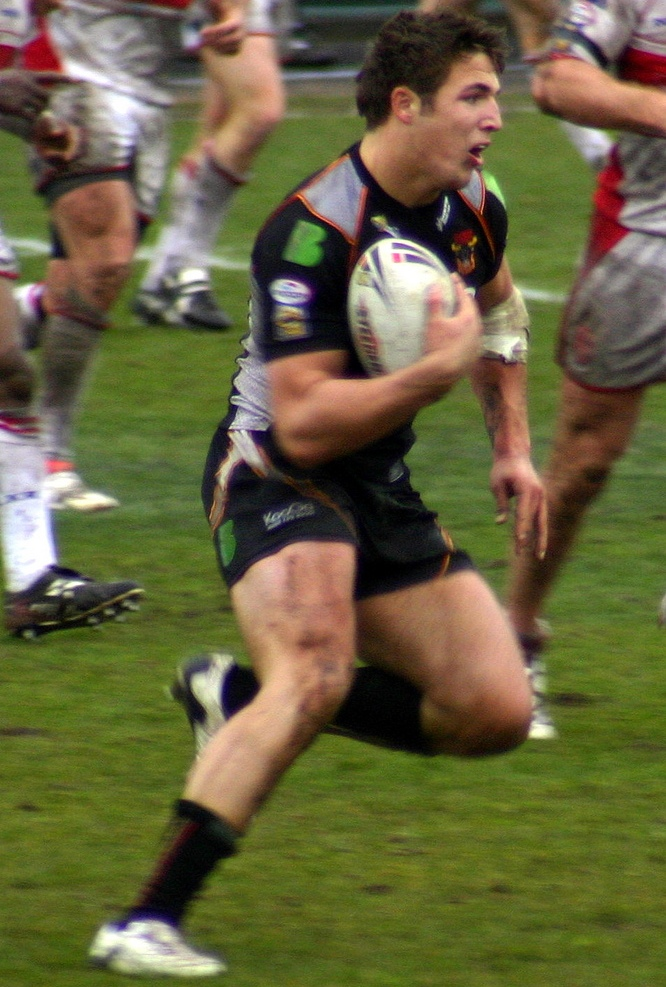
Sam Burgess sous les couleurs de Bradford.

En 2006, Sam Burgess fait ses débuts en Super League avec les Bradford Bulls contre les Leeds Rhinos. Ses débuts sont réussis lors d'une première saison couronnée de neuf apparitions et deux essais inscrits, au point que Shontayne Hape parle d'un « Sonny Bill de Grande-Bretagne ». La saison 2007 le voit changer de statut puisqu'il devient alors un titulaire indiscutable au sein de Bradford participant à tous les matchs de la saison au poste de deuxième ou troisième ligne. Désigné meilleur jeune joueur de la Super League 2007, il est appelé en sélection de Grande-Bretagne avec laquelle il dispute deux matchs internationaux remportés contre la Nouvelle-Zélande en fin d'année 2007.
Il poursuit sa réussite lors de la saison 2008 avec vingt matchs de saison régulière. Prenant part également à sa première sélection en équipe d'Angleterre contre la France en juin 2008 pour une victoire 56-8. Pressenti pour participer à la Coupe du monde 2008, il se blesse à l'épaule suivie d'une intervention chirurgicale qui l'oblige à renoncer à la fin de saison de Bradford ainsi qu'à une participation à la Coupe du monde 2008.
Remis sur pied, il prend part à toute la saison 2009 avec Bradford, mais son club ne parvient pas à se qualifier pour la phase finale. En septembre 2009, le club de National Rugby League les South Sydney Rabbitohs annonce avoir signé un contrat de quatre années avec Sam Burgess à partir de la saison 2010. Bradford consent à le libérer de son contrat en échange de frais de transfert. Bien que courtisé par de nombreux clubs, Sam Burgess rejoint les Rabbitohs après une rencontre avec son propriétaire, l'acteur Russell Crowe. Sa fin d'année 2009 se ponctue par sa participation au Tournoi des Quatre Nations avec l'Angleterre avec laquelle il dispute la finale contre l'Australie perdue 16-46 malgré deux essais de celui-ci.

### 2010: Poursuite de sa carrière aux Rabbitohs de South Sydney
Avant même de disputer son premier match avec les Rabbitohs, Sam Burgess dispute le Match des All Stars de la NRL. En 2010, sa première saison en NRL le place d'entrée au poste de titulaire en deuxième ligne prenant part à vingt-deux matchs de la saison régulière, mais son club échoue dans la qualification pour la phase finale. En fin de saison, il est appelé en sélection d'Angleterre pour le Tournoi des Quatre Nations et y dispute trois matchs, l'Angleterre ne parvenant pas à se qualifier en finale.
La saison 2011 est une saison ratée par Burgess. Blessé lors du premier match suivi d'une rechute à mi-saison, il ne dispute que quatre matchs. La saison 2012 lui permet de revenir au premier plan tout comme les Rabbitohs. Ces derniers, troisième de la saison régulière, se qualifient pour la phase finale. Sam Burgess participe à cette campagne qui le voit disputer la finale éliminatoire, toutefois ils sont défaits par Canterbury-Bankstown Bulldogs.
En 2013, Sam Burgess, désigné par moments capitaine, réalise une saison de qualité où les Rabbitohs sont tout près de remporter la saison régulière (battus à la différence de points par les Sydney Roosters). En finale éliminatoire, les Rabbitohs mènent 14-0 après onze minutes de jeu et voit la finale s'ouvrir à eux pour la première fois depuis 42 ans avant que Manly-Warringah Sea Eagles renverse le court du match en s'imposant 30-20. Par ailleurs, avec ses trois frères, Luke, Tom et George, ils sont tous les quatre alignés, il s'agit d'une première depuis la saison 1910 avec la fratrie Norman.
En fin de saison, il est appelé en équipe d'Angleterre pour disputer la Coupe du monde 2013 sur ses terres. Il est l'un des joueurs vedettes de cette Coupe du monde. L'Angleterre parvient en demi-finale. Face aux champions du monde en titre, il marque un essai. L'Angleterre est à trente secondes du coup de sifflet final qualifié avant que Shaun Johnson marque un essai décisif pour les Kiwis, l'Angleterre s'incline 18-20. Sam Burgess y est toutefois élu homme du match. Il déclare après le match où il éclipse son homologue Sonny Bill Williams : « It’s hard to find words to describe the feeling within the group. We had a lot of strength and belief there but sometimes you don’t get what you feel you deserve. It hurts. ».

### Passage au rugby à XV
Fin 2014, Sam Burgess change de code pour rejoindre Bath en rugby à XV dans l'optique de disputer la Coupe du monde 2015 avec l'Angleterre. Il est d'emblée essayé au poste de trois quart centre, puis en troisième ligne. 63 jours après son premier match avec Bath, il dispute son premier match avec les England Saxons lors d'une victoire 18 à 9 contre les Irish Wolfhounds. Bien qu'il ne fasse pas partie du groupe anglais lors du Tournoi des Six Nations 2015, il passe deux jours avec celui-ci avant le match contre le pays de Galles. Il obtient finalement sa première sélection contre la France lors d'un match de préparation à la coupe du monde en août. Il joue un deuxième match de préparation, face à l'Irlande. Il est titularisé pour le premier match de la coupe du monde, face aux Fidji, puis lors des deux matchs décisifs du groupe, face au pays de Galles, puis à l'Australie, deux défaites qui éliminent l'Angleterre.

### Retour chez les Rabbitohs
En 2016 après un détour décevant par Bath et le rugby à XV,  marqué par le fiasco de l'équipe d'Angleterre en Coupe du monde 2015, il repart aux Rabbitohs où le président Russell Crowe rachète son contrat à Bath et lui offre l'occasion d'une renaissance sportive, assortie du plus gros contrat de la NRL (1,5 million de AU$ par an, soit plus d'un million d'euros).
Il annonce fin octobre 2019 sa retraite sportive à seulement 30 ans pour des raisons de santé.

## Palmarès

### En tant que joueur

#### Rugby à XIII
- Collectif :
  - Vainqueur de la National Rugby League : 2014 (South Sydney).
  - Finaliste de la Coupe du monde : 2017 (Angleterre).
  - Finaliste du Tournoi des Quatre Nations : 2009 (Angleterre).

- Individuel : 
  - Clive Churchill Medal : 2014 (South Sydney).
  - Élu meilleur pilier du monde : 2013 (South Sydney & Angleterre).
  - Élu meilleur troisième ligne de la National Rugby League : 2014 (South Sydney).
  - Élu meilleur jeune joueur de la Super League : 2007 (Bradford).

##### En sélection

###### Coupe du monde
| Édition         | Rang           | Résultats pays | Résultats Burgess | Matchs Burgess |
| --------------- | -------------- | -------------- | ----------------- | -------------- |
| Angleterre 2013 | Demi-finaliste | 3 v, 0 n, 2 d  | 2 v, 0 n, 2 d     | 4/5            |
| Australie 2017  | Finaliste      | 3 v, 0 n, 2 d  | 2 v, 0 n, 2 d     | 4/5            |

Légende : v = victoire ; n = match nul ; d = défaite.

###### Quatre Nations
| Édition             | Rang      | Résultats pays | Résultats Burgess | Matchs Burgess |
| ------------------- | --------- | -------------- | ----------------- | -------------- |
| Quatre Nations 2009 | Finaliste | 2 v, 0 n, 2 d  | 2 v, 0 n, 2 d     | 4/4            |
| Quatre Nations 2010 | Troisième | 1 v, 0 n, 2 d  | 1 v, 0 n, 2 d     | 3/3            |
| Quatre Nations 2016 | Troisième | 1 v, 0 n, 2 d  | 1 v, 0 n, 2 d     | 3/3            |

Légende : v = victoire ; n = match nul ; d = défaite.

###### Détails en sélection
| 1.  | 27 juin 2008     | France                    | 56-8  | Amical         | Deuxième ligne  | 0 | 0 | - | - |
| 2.  | 13 juin 2009     | France                    | 66-12 | Amical         | Troisième ligne | 4 | 1 | - | - |
| 3.  | 17 octobre 2009  | Pays de Galles            | 48-12 | Amical         | Troisième ligne | 4 | 1 | - | - |
| 4.  | 23 octobre 2009  | France                    | 34-12 | Quatre Nations | Deuxième ligne  | 0 | 0 | - | - |
| 5.  | 31 octobre 2009  | Australie                 | 16-26 | Quatre Nations | Remplaçant      | 4 | 1 | - | - |
| 6.  | 7 novembre 2009  | Nouvelle-Zélande          | 20-12 | Quatre Nations | Troisième ligne | 0 | 0 | - | - |
| 7.  | 14 novembre 2009 | Australie                 | 16-46 | Quatre Nations | Troisième ligne | 8 | 2 | - | - |
| 8.  | 12 juin 2010     | France                    | 60-6  | Amical         | Deuxième ligne  | 0 | 0 | - | - |
| 9.  | 23 octobre 2010  | Nouvelle-Zélande          | 10-24 | Quatre Nations | Deuxième ligne  | 0 | 0 | - | - |
| 10. | 31 octobre 2010  | Australie                 | 14-34 | Quatre Nations | Pilier          | 4 | 1 | - | - |
| 11. | 6 novembre 2010  | Papouasie-Nouvelle-Guinée | 36-10 | Quatre Nations | Pilier          | 0 | 0 | - | - |
| 12. | 26 octobre 2013  | Australie                 | 20-28 | Coupe du monde | Troisième ligne | 0 | 0 | - | - |
| 13. | 9 novembre 2013  | Fidji                     | 34-12 | Coupe du monde | Pilier          | 4 | 1 | - | - |
| 14. | 16 novembre 2013 | France                    | 34-6  | Coupe du monde | Deuxième ligne  | 0 | 0 | - | - |
| 15. | 23 novembre 2013 | Nouvelle-Zélande          | 18-20 | Coupe du monde | Deuxième ligne  | 4 | 1 | - | - |
| 16. | 29 octobre 2016  | Nouvelle-Zélande          | 16-17 | Quatre Nations | Troisième ligne | 0 | 0 | - | - |
| 17. | 5 novembre 2016  | Écosse                    | 38-12 | Quatre Nations | Troisième ligne | 0 | 0 | - | - |
| 18. | 13 novembre 2016 | Australie                 | 18-36 | Quatre Nations | Troisième ligne | 0 | 0 | - | - |
| 19. | 6 mai 2017       | Samoa                     | 30-10 | Amical         | Pilier          | 0 | 0 | - | - |
| 20. | 27 octobre 2017  | Australie                 | 4-18  | Coupe du monde | Deuxième ligne  | 0 | 0 | - | - |
| 21. | 19 novembre 2017 | Papouasie-Nouvelle-Guinée | 36-6  | Coupe du monde | Deuxième ligne  | 0 | 0 | - | - |
| 22. | 25 novembre 2017 | Tonga                     | 20-18 | Coupe du monde | Deuxième ligne  | 0 | 0 | - | - |
| 23. | 2 décembre 2017  | Australie                 | 0-6   | Coupe du monde | Troisième ligne | 0 | 0 | - | - |
| 24. | 24 juin 2018     | Nouvelle-Zélande          | 36-18 | Amical         | Deuxième ligne  | 0 | 0 | - | - |

##### Statistiques en club
| Saison       | Club                   | Compétition              | Matchs | Points | Essais | Goals | Drops |
| ------------ | ---------------------- | ------------------------ | ------ | ------ | ------ | ----- | ----- |
| Rugby à XIII |                        |                          |        |        |        |       |       |
| 2006         | Bradford Bulls         | Super League             | 9      | 8      | 2      | -     | -     |
| 2007         | Bradford Bulls         | Super League             | 26     | 18     | 2      | 5     | -     |
| 2008         | Bradford Bulls         | Super League             | 20     | 24     | 6      | -     | -     |
| 2009         | Bradford Bulls         | Super League             | 25     | 16     | 4      | -     | -     |
| 2010         | South Sydney Rabbitohs | National Rugby League    | 22     | 12     | 3      | -     | -     |
| 2011         | South Sydney Rabbitohs | National Rugby League    | 4      | -      | -      | -     | -     |
| 2012         | South Sydney Rabbitohs | National Rugby League    | 22     | 20     | 5      | -     | -     |
| 2013         | South Sydney Rabbitohs | National Rugby League    | 22     | 32     | 8      | -     | -     |
| 2014         | South Sydney Rabbitohs | National Rugby League    | 26     | 40     | 10     | -     | -     |
| Rugby à XV   |                        |                          |        |        |        |       |       |
| 2014-2015    | Bath Rugby             | Championnat d'Angleterre | 16     | 20     | 5      | -     | -     |
| 2014-2015    | Bath Rugby             | Coupe d'Europe           | 4      | -      | -      | -     | -     |
| 2014-2015    | Bath Rugby             | Coupe anglo-galloise     | 1      | -      | -      | -     | -     |
| 2015-2016    | Bath Rugby             | Championnat d'Angleterre | 1      | -      | -      | -     | -     |
| Rugby à XIII |                        |                          |        |        |        |       |       |
| 2016         | South Sydney Rabbitohs | National Rugby League    | 23     | 20     | 5      | -     | -     |
| 2017         | South Sydney Rabbitohs | National Rugby League    | 21     | 20     | 5      | -     | -     |
| 2018         | South Sydney Rabbitohs | National Rugby League    | 23     | 4      | 1      | -     | -     |
| 2019         | South Sydney Rabbitohs | National Rugby League    | 19     | 28     | 7      | -     | -     |

#### Rugby à XV
- Collectif :
  - Finaliste du Championnat d'Angleterre : 2015 (Bath).

### En tant qu'entraîneur
- Collectif : 
  - Finaliste Challenge Cup de la Challenge Cup : 2024 (Warrington).